# Kibossi
 (mai 2016).
Kibossi (s'écrit aussi Kibosi) est une localité du sud de la République du Congo, située dans le département du Pool sur une altitude moyenne de 303 m.